# Tinatin Bokuchava
 (janvier 2025).
Si vous disposez d'ouvrages ou d'articles de référence ou si vous connaissez des sites web de qualité traitant du thème abordé ici, merci de compléter l'article en donnant les références utiles à sa vérifiabilité et en les liant à la section « Notes et références ».
Tinatin "Tina" Bokuchava (en géorgien თინათინ „თინა“ ბოკუჩავა), né le 29 mai 1983, est une juriste et femme politique géorgienne. 
Elle siège au Parlement de Géorgie durant trois mandats consécutifs, à la suite de son élection en 2012, puis de sa réélection en 2016 et 2020. Depuis le 8 juin 2024, elle est présidente du parti politique Mouvement national uni.

## Biographie
Tinatin Bokuchava est née le 29 mai 1983. En 2009, elle obtient son diplôme de la Fletcher School of Law and Diplomacy, spécialisée en diplomatie et droit international, puis du Smith Collège aux États-Unis en sciences politiques.
De 2009 à 2011, elle travaille à l'Institut national démocratique. En 2011, elle est directrice adjointe du Département des organisations internationales au ministère des Affaires étrangères de Géorgie. En 2012, elle occupe le poste de vice auditrice générale au Service d'audit d'État.
De 2012 à 2016, elle est députée du 8e Parlement de Géorgie, élue sur la liste du bloc électoral Mouvement national uni – Plus d’avantages pour le peuple. Depuis 2013, elle est présidente de l'organisation des femmes du Mouvement national uni.
De 2016 à 2020, Bokuchava siège au 9e Parlement de Géorgie en tant que députée du Mouvement national uni. Elle est membre du Comité de la protection de l'environnement et des ressources naturelles et du Comité de l'intégration européenne. En 2016-2017, elle siège également au Comité des affaires de la diaspora et du Caucase.
Depuis 2020, elle est membre du 10e Parlement de Géorgie, élue sur la liste du bloc électoral Mouvement national uni – Opposition unie « La force est dans l’unité ».